# 시중회
시중회(時中會)는 일제강점기에 설립된 단체이다. 천도교 신파 지도자들이 결성한 단체였으나, 종교 단체라기보다는 친일색이 강한 정치 단체였다.

## 개요
1934년 11월에 최린을 중심으로 한 천도교 신파가 조선총독부의 지도를 받아 결성했다. 천도교는 3·1 운동 이후 신파와 구파로 나뉘어 오랜 갈등을 계속하고 있었다. 3·1 운동에도 참여했던 최린 중심의 신파는 조선의 독립을 포기하고 일본 제국 통치 하의 자치를 추구하는 자치론을 추구하였다. 시중회는 자치론의 실천적 추진을 위하여 창립되었다.
단체의 목적은 "대세에 합류하여 실질적 향상을 도모하고 조선민중의 신생활 신문화로 신흥조선을 건설"하며, "일본 민족과 혼연일체가 되어, 어느 방면으로나 잘 일치 합작하여 나아감으로써 우리의 자립적 실력을 확충"한다는 것이었다. 조선 독립 대신 타협적으로 추구한 자치론과 실력양성론을 바탕으로, 일본 제국의 일선융화 정책을 따르고 있다. 1935년을 기준으로 회원 수는 258명이었다.
구체적인 방침으로는 조선인이 입던 흰 옷 대신 색깔이 있는 옷을 입는 등 의식주를 개선하는 것과 풍속 진흥 등 생활문화 운동을 내걸었다. 시중회는 중일 전쟁 발발 등으로 시국이 경색되면서 친일 색채가 점차 강화되어 갔고, 1938년에 국민정신총동원조선연맹에 발기단체로 참가하면서 자진 해산하였다.

## 주요 활동
- 1933년 4월 : 최린, 천도교 정기대회에서 '대동방주의'를 공식 발표
- 1934년 4월 : 최린, 조선총독부 중추원 참의에 취임
- 1934년 6월 : 최린, 도쿄 방문
- 1934년 8월 : 발기인회 개최
- 1934년 9월 : 회원 모집
- 1934년 11월 : 발회식 개최
- 1935년 1월 : 각 경찰서장에게 시중회 취지서와 강령 송부
- 1935년 9월 : 잡지 《시중》 창간호 발행

## 참고자료
- 친일인명사전편찬위원회 (2004년 12월 27일). 《일제협력단체사전 - 국내 중앙편》. 서울: 민족문제연구소. 577~580쪽쪽. ISBN 8995330724.